# Яшамба
Яшамба (также Ашампе, Ашамбе, Яшимба) — река в Краснодарском крае.
Источники не содержат единого мнения относительно истока реки. Так, по одним данным исток расположен на северных склонах горы Дооб, по другим - на южных склонах Маркотхского хребта. Впадает в бухту Рыбацкую (Голубую) Чёрного моря на территории города-курорта Геленджик в районе посёлка Голубая Бухта.
Водный режим характеризуется высокими резкими подъёмами уровня воды во время паводков.

## Происхождение названия
Существует несколько вариантов происхождения названия. Возможно, что в основе лежит адыгейское имя Аша и либо слово «пе» (бе), означающее «устье», либо же название возникло в форме Ашапэ (Ашапа), то есть «место Аша». В XIX веке в долине речки располагалось черкесское поселение Ашампат.

## Топографические карты
- Лист карты L-37-124 Кабардинка. Масштаб: 1 : 100 000. Состояние местности на 1988 год. Издание 1990 г.